# Frode Johnsen
Frode Johnsen, född 17 mars 1974 i Skien, Norge, är en fotbollsspelare som för närvarande spelar i Odd Grenland.
Frode spelade innan dess sex säsonger som forward för Rosenborg BK och vann där bland annat skytteligan 2001 och 2004.
Frode har även spelat 35 landskamper för Norge.